# Xã Plunketts Creek, Quận Lycoming, Pennsylvania
Xã Plunketts Creek (tiếng Anh: Plunketts Creek Township) là một xã thuộc quận Lycoming, tiểu bang Pennsylvania, Hoa Kỳ. Năm 2010, dân số của xã này là 684 người.